# ボレイ型原子力潜水艦
ボレイ型原子力潜水艦（ボレイがたげんしりょくせんすいかん）は、ロシア海軍の弾道ミサイル搭載原子力潜水艦。第955号計画（プロジェクト955）戦略任務ミサイル潜水巡洋艦である。

## 名称
「ボレイ(Борей)」は、この第955号計画に付けられたニックネームであるが、従来のNATOコードネームに代わって、西側諸国でも本型を指す名称として用いられている。1番艦の名を採って「ユーリイ・ドルゴルーキイ級」と呼ばれるケースは極めて少ない。一方、同じ第4世代原潜である第885号計画ヤーセン型潜水艦は、1番艦の名を採って「セヴェロドヴィンスク級」と呼ばれることがある。

## 設計
ボレイ型はロシアの第4世代の新型戦略原潜で、従来の戦略原潜の2～3倍の能力を持つと言われている。設計はタイフーン型ではなくデルタIV型のものを受け継いでいるが、潜水艦発射弾道ミサイル（SLBM）の小型化により 、デルタ型の特徴であった一段高くなったミサイル搭載区画はかなり低くなっており、攻撃型原潜とさほど変わらなくなっている。セイルは、ヤーセン型などにみられる流線型のものではなく従来どおりの長方形だが、逆台形の傾斜がかけられておりステルス性が考慮されている。1番艦の進水式では、艦尾は白い布で覆われていたが、その形状からシュラウドリング付きポンプジェット推進方式を採用していると見られる。搭載弾道ミサイルは、667BDRM（デルタIV）の16基から12基への減少も検討されたが、結局16基に落ち着いた。なお、建造中の2番艦と3番艦は955A型として艦体を延長し、3M14ブラヴァーを20基搭載する計画もあったが、後に3番艦と4番艦を艦体延長型として建造する計画とも、艦体延長は4番艦以降の09552型に施すとも言われていた。最終的に4番艦以降が955A型となり、SLBMの搭載数は16発のままの予定であるが、セイル前方に整流板が追加されているなど艦体がより抵抗の少ない形状となっている。
進水後の1番艦は、アーチ状屋根付きの浮きドックで最終艤装が行われており、人工衛星でも詳しく見る事が出来ないようになっているため、詳細な仕様は不明な点が多い。ボレイ型とヤーセン型は部品を共有しているとの説もあり、1番艦には建造中だったアクラ型原子力潜水艦K-133・K-137や、オスカー型原子力潜水艦K-135・K-160の艦体が流用されている 。

### 水中音響システム
ソナーは、ヤーセン型と同じ最新鋭の複合水中音響システムであるMGK-600"イルティシュ・アンフォラ"を搭載する。MGK-600は、艦首ソナー"アンフォラ"と情報処理装置"イルティシュ"を中心に敵味方識別装置・アクティブ/パッシブソナーなどの各種探知機を組み合わせた複合体で、デジタル情報処理技術を大幅に取り入れている。MGK-600は、アメリカ海軍のバージニア級原子力潜水艦のソナー・システムよりも高性能だと期待されている。一方で、製作するオケアンプリボル社は2006年にウラジーミル・プーチン指示のもとに設立された新興企業だが、首脳部にソ連時代からの水中音響の権威がいるため、冷戦時代以来の「アクティブ重視・パッシブ軽視」の風潮が未だに濃く、しかもロシア国防省が2006年と2007年に、国産ソナーと欧米製ソナーの比較試験を指示してもロシア海軍総司令部が2度とも断るなど、政治的問題が大きく関わっている。2009年7月2日に、ドミートリー・メドヴェージェフ大統領が「ユーリイ・ドルゴルーキイ」を視察した際には、同行したヴィソツキィ海軍総司令官が「音響測深機（Эхолот）」の問題を進言し、メドヴェージェフ大統領が「改善しなければ外国製を買うとオケアンプリボルに伝える。」と発言するなど、その問題は深刻となりつつある。

### 搭載ミサイル
建造当初は、R-39（SS-N-20）の後継としてマケエフ記念設計局が1986年に開発を開始したD-19UTTH/ R-39UTTH 「バルク(Bark)」（SS-NX-28）潜水艦発射弾道ミサイルを12基搭載する予定だった。バルクは、R-39と同様に固体燃料ロケットエンジンを使用し、北極海の氷を突き破って水中発射することが可能で、高軌道と低軌道を選択することができた。しかしバルクは3回連続で試射に失敗し、予算不足も相まって開発は中止。急遽、1998年に就任したクロドエフ海軍総司令官の指示で、SS-27 トーポリM大陸間弾道弾の艦載型3M14「ブラヴァー」（SS-NX-30）を開発して搭載する事となった。そのためバルクの搭載を前提に設計され、既に建造に着手されていたボレイ級は再設計する必要が生じた上、試験のためにタイフーン型原潜「ドミトリー・ドンスコイ」を試験艦に改装するなど、ただでさえ予算不足のロシア海軍の財政をさらに圧迫した。しかも、開発を担当したモスクワ熱光学研究所は潜水艦搭載弾道ミサイルの開発経験が無く、その前途は多難なものが予想できた。
新たに搭載される3M14ブラヴァーは、2004年5月24日に固体燃料エンジンが試験中に爆発する事故に見舞われながらも、「ドミトリー・ドンスコイ」を改造した941UM型潜水艦で試験が行われ、2005年9月17日、ようやく発射実験に成功、バレンツ海から発射されたミサイルは、カムチャツカ半島沖に着弾した。これによって、ブラヴァーの実用化にも目処が付き、本型の最大の懸案事項であった搭載ミサイルの実用化の問題は解決され、一時は西側観測筋から建造中止の可能性が囁かれていた本型の就役も現実味を帯びてきた。ところが、その後行なわれた9回の発射試験は、9回中4回のみ成功し、しかも成功した4回も2回はMIRVの分離機構が故障したままであった。「ドミトリー・ドンスコイ」に詳しい海軍将校によると、出航後の座礁や発射機の突然の故障、整備不良、人的ミスによって発射未遂に至ったケースがさらに10数回あるという。2007年11月の7回目の実験の際に、モスクワ熱光学研究所は「少なくとも10~14回の発射試験が必要」と報告している。2008年12月23日の試験で5回目の失敗を喫した3M14ブラヴァーは開発中断に追い込まれたが、2011年夏に2回目の試験成功を収めた。その後、ユーリイ・ドルゴルーキイで行なわれた試射も2回連続で成功し、ようやく実用化の目処がついたと思われた。しかし、2013年9月の発射試験が失敗に終わったことから、ロシア海軍は製造されたブラヴァーを製造元のクラスノヤルスク機械工場に全て返送して、精密検査を行った。一時は2014年内に5回も発射試験が必要だとされていたが、検査の結果多数の試験は不要と判断され、2014年6月2日、ボリソフ装備企画担当国防次官は9月と11月の2回に3番艦「ウラジーミル・モノマーフ」から発射試験を行うと発表した。

## 建造

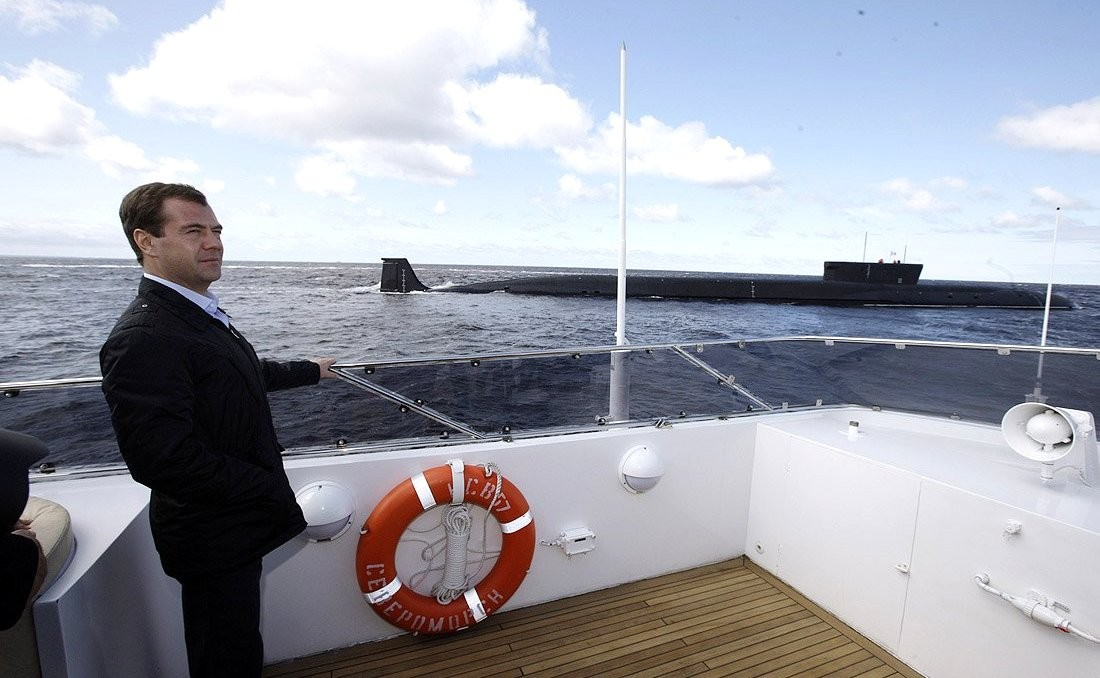
2009年7月2日、セヴェロドヴィンスクで公試中の「ユーリイ・ドルゴルーキイ」を視察するドミートリー・メドヴェージェフ大統領。

建造計画は、ソ連時代の1982年に始まり、1985年11月にはルビーン中央設計局で、3M91「バルク(Bark)」ミサイルとD-31発射機を12基装備する955型と、新型ミサイルとD-35発射機を12基装備する935型の設計が始まった。1990年にはマケエフ記念設計局が設計したD-35発射機が不採用になり、955型に設計が絞られ、14隻の建造計画が立てられたが、ソビエト連邦の崩壊により計画は一旦中断した。ロシア国防省は、同型艦を2020年までに8隻調達する事を計画しており、北方艦隊と太平洋艦隊に各4隻が配備される予定である。だが、2015年7月2日に行われたチルコフ海軍総司令官の記者会見では、国際情勢の変化によっては8隻以上の建造もあり得るという発言が出ており、2016年12月23日には、ビクトル・ブルスーク海軍副司令官が8番艦「クニャージ・ボジャールスキー」で本級の調達を終えると述べた。
改良型として、静粛性の向上を図った955B型の設計が行われており、2017年末に設計は完了した。しかし経済性に問題があり、設計のやり直しが報じられた上、2018年5月21日には、タス通信は軍備計画『2027年までの国家装備プログラム』でボレイB型は調達されず、955A型6隻の追加建造が予定されていると報じた。調達が完了する2020年以降には、発展型の開発が行われる予定であり、2017年11月7日には、ゲラシモフ参謀総長が955A型の性能を改善した新型戦略原潜の開発が計画中であると明らかにした。
955型および955A型の建造は、全てセヴェロドヴィンスクのセヴマシュで行われている。

## 比較表
|          |            | 955型（ボレイ型）          | 941型（タイフーン型）                   | 667B型（デルタ型）                                                  | 667A型（ヤンキー型）                    | 658型（ホテル型）                       |
| -------- | ---------- | -------------------------- | --------------------------------------- | ------------------------------------------------------------------- | --------------------------------------- | --------------------------------------- |
| 船体     | 水中排水量 | 24,000 t                   | 33,800 – 48,000 t                       | 10,000 t（I型） 10,500 t（II型） 10,600 t（III型） 12,100 t（IV型） | 9,300 t                                 | 5,500 t                                 |
| 船体     | 全長       | 170 m                      | 175 m                                   | 139 m（I型） 155 m（II,III型） 167 m（IV型）                        | 132 m                                   | 114 m                                   |
| 船体     | 全幅       | 13.5 m                     | 23 m                                    | 11.7 m（I,II,III型） 12.2 m（IV型）                                 | 11.6 m                                  | 9.2 m                                   |
| 船体     | 吃水       | 9.0 m                      | 12.0 m                                  | 8.4 m（I型） 8.6 m（II型） 8.7 m（III型） 8.8 m（IV型）             | 8.0 m                                   | 7.31 m                                  |
| 主機     | 機関       | 原子炉+蒸気タービン+発電機 | 原子炉+蒸気タービン                     | 原子炉+蒸気タービン                                                 | 原子炉+蒸気タービン                     | 原子炉+蒸気タービン                     |
| 主機     | 方式       | ギアード・タービン         | ギアード・タービン                      | ギアード・タービン                                                  | ギアード・タービン                      | ギアード・タービン                      |
| 主機     | 出力       | 不明                       | 49,600 hp                               | 52,000 hp（I型） 55,000 hp（II型） 60,000 hp（III,IV型）            | 20,000 hp                               | 39,200 hp                               |
| 主機     | 水中速力   | 25 kt                      | 27 kt                                   | 26 kt（I型） 25 kt（II,III型） 24 kt（IV型）                        | 27 kt                                   | 26 kt                                   |
| 兵装     | 水雷       | 533mm魚雷発射管×6門        | 650mm魚雷発射管×2門 533mm魚雷発射管×4門 | 533mm魚雷発射管×4門（I-IV型） 406mm魚雷発射管×2門（I-III型）        | 533mm魚雷発射管×4門 406mm魚雷発射管×2門 | 533mm魚雷発射管×4門 406mm魚雷発射管×2門 |
| 兵装     | SLBM       | 3M14×16基                  | RSM-52×20基                             | R-29×12基（I型） R-29×16基（II-IV型）                               | R-27×16基                               | R-13/R-21×3基                           |
| 同型艦数 | 同型艦数   | 14隻予定                   | 6隻                                     | 18隻（I型） 4隻（II型） 14隻（III型） 7隻（IV型）                   | 34隻                                    | 8隻                                     |

|          |            | 955型（ボレイ型）          | 094型（晋級）       | ル・トリオンファン級              | ヴァンガード級      | オハイオ級             |
| -------- | ---------- | -------------------------- | ------------------- | --------------------------------- | ------------------- | ---------------------- |
| 船体     | 水中排水量 | 24,000 t                   | 12,000 t            | 14,335 t                          | 15,900 t            | 18,750 t               |
| 船体     | 全長       | 170 m                      | 135 m               | 138 m                             | 149.9 m             | 170.67 m               |
| 船体     | 全幅       | 13.5 m                     | 12.5 m              | 12.5 m                            | 12.8 m              | 12.8 m                 |
| 船体     | 吃水       | 9.0 m                      | 不明                | 12.5 m                            | 12 m                | 11.1 m                 |
| 主機     | 機関       | 原子炉+蒸気タービン+発電機 | 不明                | 原子炉+蒸気タービン+発電機+電動機 | 原子炉+蒸気タービン | 原子炉+蒸気タービン    |
| 主機     | 方式       | ギアード・タービン         | 不明                | ターボ・エレクトリック            | ギアード・タービン  | ギアード・タービン     |
| 主機     | 出力       | 不明                       | 不明                | 41,500 hp                         | 27,500 shp          | 60,000 shp             |
| 主機     | 水中速力   | 25 kt                      | 20 kt以上           | 25 kt                             | 25 kt               | 24 kt（推定）          |
| 兵装     | 水雷       | 533mm魚雷発射管×6門        | 533mm魚雷発射管×6門 | 533mm魚雷発射管×4門               | 533mm魚雷発射管×4門 | 533mm魚雷発射管×4門    |
| 兵装     | SLBM       | 3M14×16基                  | JL-2×12基           | M51×16基                          | トライデントD5×16基 | トライデントC4/D5×24基 |
| 同型艦数 | 同型艦数   | 14隻予定                   | 8隻予定             | 4隻                               | 4隻                 | 18隻                   |

## 同型艦
| 艦番号 | 型式 | 名称                                                 | 造船所     | 起工            | 進水                           | 就役            |
| ------ | ---- | ---------------------------------------------------- | ---------- | --------------- | ------------------------------ | --------------- |
| K-535  | 955  | ユーリイ・ドルゴルーキイ                             | セヴマシュ | 1996年 11月2日  | 2007年 4月15日 2008年 2月12日  | 2013年 1月10日  |
| K-550  | 955  | アレクサンドル・ネフスキー                           | セヴマシュ | 2004年 3月19日  | 2010年 12月6日 2010年 12月13日 | 2013年 12月21日 |
| K-551  | 955  | ウラジーミル・モノマーフ                             | セヴマシュ | 2006年 3月19日  | 2012年 12月30日                | 2014年 12月19日 |
| K-549  | 955A | クニャージ・ウラジーミル                             | セヴマシュ | 2012年 7月30日  | 2017年 11月17日                | 2020年 6月12日  |
| K-552  | 955A | クニャージ・オレグ                                   | セヴマシュ | 2014年 7月19日  | 2020年 7月16日                 | 2021年 12月21日 |
| K-553  | 955A | ゲネラリーシムス・スヴォーロフ（大元帥スヴォーロフ） | セヴマシュ | 2014年 12月26日 | 2021年 12月25日                | 2022年 12月29日 |
| K-554  | 955A | インペラートル・アレクサンドル3世                    | セヴマシュ | 2015年 12月18日 | 2022年 12月29日                | 2023年 12月11日 |
| K-555  | 955A | クニャージ・ポジャールスキー                         | セヴマシュ | 2016年 12月23日 | 2024年 2月3日                  | 2025年 7月24日  |
|        | 955A | ドミートリー・ドンスコイ                             | セヴマシュ | 2021年 8月23日  | -                              | -               |
|        | 955A | クニャージ・ポチョムキン                             | セヴマシュ | 2021年 8月23日  | -                              | -               |

### ユーリイ・ドルゴルーキイ
1番艦は1995年8月19日に艦艇リストに入籍し、「サンクト・ペテルブルク」と命名されたが、1996年5月1日に「ユーリイ・ドルゴルーキイ」に改名された。
その後、予算不足による建造中断などの紆余曲折を経て、2007年4月15日、ロシア北部にあるセヴマシュ（セヴェロドヴィンスク造船所）で進水した。進水の予定は3月18日、インテルファクス通信にセヴマシュ関係者から伝えられており、進水記念式典の模様はメディアでも報道された。進水記念式典でユーリイ・ドルゴルーキイが初公開されたが、その姿はそれまでの予想とは全く違う形であった。ソ連崩壊に伴い、造船所の技師や熟練工が流出した上、ウクライナから供給されていた特殊鋼や設備が独立ウクライナから供給を断られ、さらに予算不足、しかも1番艦は設計変更まであったため起工から進水に10年もかかっており、設計変更後の2番艦でさえ、起工から進水に6年を費やしている。
2009年6月から海上公試が始まり、消磁関係で重大なトラブルがあるなど幾つかの問題点が指摘されたが、10月上旬にはトラブルが解決されて終了した。当初、2009年末から2010年初頭に引き渡される予定だったが、3M14ブラヴァーの開発が不調であるため、2010年内に延期された。
2012年になって3M14ブラヴァーの配備に目処がつき、年内に艦隊とともに海軍へ引き渡される予定であったが、急激なインフレで1番艦の建造費だけで230億ルーブルに達し、政府が海軍に融資した200億ルーブルを超過しており、さらに造船所が自己資金で建造した費用1,800億ルーブルの追加融資も要求してきたため、引渡しがいつになるかは不透明なままであった。1番艦と2番艦は北方艦隊白海海軍基地第339特別建造・修理原潜旅団で慣熟訓練と試航を行なっていたが、前者は北洋艦隊所属の乗員で後者は太平洋艦隊所属の乗員で運用していた。
2012年4月19日、アレキサンドル・スホルコフ第1国防次官は、1番艦が6月半ばに、2番艦が8月に就役する見通しであると発表した。最終的に2013年1月10日、北方艦隊の第31潜水艦師団に就役した。「ユーリイ・ドルゴルーキイ」は慣熟訓練を実施中で、実際のパトロール航海を始めるのは2014年中になる予定とされた。

### アレクサンドル・ネフスキー
2番艦「アレクサンドル・ネフスキー」は2004年3月19日の海軍潜水艦隊記念日に起工され、2013年12月21日に太平洋艦隊に就役した。

### ウラジーミル・モノマーフ
3番艦「ウラジーミル・モノマーフ」は2006年3月19日に、海軍潜水艦隊創設100周年記念式典の一環として起工された。2012年4月に主要艤装が完了したと発表され、2番艦・3番艦は太平洋艦隊に就役し、カムチャツカ半島のヴィリュチンスクにあるルイバチー港に配備される予定とされた。ロシア国防省は2020年12月12日、同艦がオホーツク海からブラバ4基の発射試験を行い、アルハンゲリスク州の軍事演習場に着弾させたと発表した。ヴィリュチンスクに停泊した「ウラジーミル・モノマーフ」は2021年10月下旬、日本の時事通信などロシア国内外のメディアに公開された。

### クニャージ・ウラジーミル
改良艦となる4番艦「クニャージ・ウラジーミル」の起工式は2009年7月24日の海軍記念日に行なわれる予定であったが、ヤーセン型原潜「カザン」が起工されたのみであった。しかし、一部艦体ブロックの建造は始まっており、文書上のみ未起工扱いのままとなっていた。延期されていた4番艦の起工式は、2012年7月30日に行われた。造船所によると、従来ロシアで建造される潜水艦の搭載品は旧ソ連内の各国から調達していたが、本艦ではロシア国内の企業がロシア国内で製造した純国産品のみ搭載するとのことである。
「クニャージ・ウラジーミル」は2017年11月に進水、2019年にSLBMと魚雷の発射試験を行った後、2020年5月12日には白海での公試のために出航し、5月28日にセヴェロモルスクに帰港してロシア海軍に引き渡され、6月12日に就役式を行った。2021年7月25日の海軍の日に挙行された水上軍事パレードには、サンクトペテルブルク会場で参加した。

### クニャージ・オレグ
5番艦の艦名は、ナポレオン戦争の英雄であるアレクサンドル・スヴォーロフに因み「ゲネラリーシムス・スヴォーロフ（大元帥スヴォーロフ）」と報じられていたが、2014年5月29日にキエフ大公国の祖であるオレグ公こと「クニャージ・オレグ」に変更されると発表された。この変更には、2014年クリミア危機に対するウクライナ政府の対応をけん制する意図があるとされている。「クニャージ・オレグ」は2014年7月19日に起工された。

### ゲネラリーシムス・スヴォーロフ（大元帥スヴォーロフ）
5番艦に代わり「ゲネラリーシムス・スヴォーロフ」と命名された6番艦は2022年12月29日に就役式典が行なわれ、太平洋艦隊に配備された。その前の11月には、3M14ブラヴァーSLBMの発射試験を行なった。

### インペラートル・アレクサンドル3世
7番艦は、ロシア皇帝アレクサンドル3世を意味する「インペラートル・アレクサンドル3世」と命名され、2023年10月に太平洋艦隊に配備、12月11日に就役した。

## 登場作品

### 漫画
『空母いぶき GREAT GAME』
「ユーリイ・ドルゴルーキイ」「クニァージ・オレグ」が登場。定期航路を外れ北極海へと向かう。

### 小説
『GODZILLA ゴジラ』
ノベライズ版に「アレクサンドル・ネフスキー」が登場。洋上を航行していたところを内部の原子炉に反応したムートーに襲われ、オアフ島の山中にまで運ばれる。原作の映画版ではアクラ型原子力潜水艦となっている。

### ゲーム
『Modern Warships』
プレイヤーが操作できる艦艇として「Yuriy Dolgorukiy」の名称で登場。

### 切手
トーゴが2019年に発行した「世界の潜水艦」800CFAフラン切手シートに、「アレキサンドル・ネフスキー」があしらわれた。